# 1920年ウィンブルドン選手権
1920年 ウィンブルドン選手権（1920ねんウィンブルドンせんしゅけん、The Championships, Wimbledon 1920）に関する記事。イギリス・ロンドン郊外にある「オールイングランド・ローンテニス・アンド・クローケー・クラブ」にて開催。

## 大会の流れ
- 男女シングルス・男子ダブルスは「チャレンジ・ラウンド」（Challenge Round, 挑戦者決定戦）と「オールカマーズ・ファイナル」（All-Comers Final）方式で優勝を決定していた。大会前年度優勝者を除く選手は「チャレンジ・ラウンド」に出場し、前年度優勝者への挑戦権を争う。前年度優勝者は、無条件で「オールカマーズ・ファイナル」に出場できる。チャレンジ・ラウンドの勝者と前年度優勝者による「オールカマーズ・ファイナル」で、当年度の選手権優勝者を決定した。
- 1913年から選手権の公式競技になった女子ダブルス・混合ダブルスでは、チャレンジ・ラウンドやオールカマーズ・ファイナルは実施せず、通常と同じトーナメント方式で優勝を争った。

## 大会前年度優勝者
- 男子シングルス： ジェラルド・パターソン
- 女子シングルス： スザンヌ・ランラン
- 男子ダブルス： パット・オハラウッド＆ ロナルド・トーマス　［大会不参加］

## 男子シングルス

### チャレンジラウンド
準々決勝
- セオドア・マブロゴーダト vs.  リチャード・ウィリアムズ　6-3, 4-6, 9-7, 7-5
- 清水善造 vs.  ネビル・ウィルフォード　6-0, 6-1, 6-2
- ビル・チルデン vs.  ランドルフ・ライセット　7-5, 4-6, 6-4, 7-5
- チャールズ・ガーランド vs.  セシル・ブラックビアード　4-6, 6-1, 6-3, 6-1

準決勝
- 清水善造 vs.  セオドア・マブロゴーダト　3-6, 6-4, 6-0, 6-2
- ビル・チルデン vs.  チャールズ・ガーランド　6-4, 8-6, 6-2

決勝
- ビル・チルデン vs.  清水善造　6-4, 6-4, 13-11

### オールカマーズ決勝
- ビル・チルデン vs.  ジェラルド・パターソン　2-6, 6-3, 6-2, 6-4　（チルデンが本大会の優勝者になる）

## 女子シングルス

### チャレンジラウンド
準々決勝
- エリザベス・ライアン vs.  バイオレット・ピンクニー　不戦勝
- マーベル・パートン vs.  フィリス・サッタースウェイト　6-4, 6-4
- モーラ・マロリー vs.  ヘレン・リスク　6-3, 6-1
- ドロテア・ダグラス・チェンバース vs.  ウィニフレッド・マクネアー　3-6, 6-0, 6-2

準決勝
- エリザベス・ライアン vs.  マーベル・パートン　6-4, 6-3
- ドロテア・ダグラス・チェンバース vs.  モーラ・マロリー　6-0, 6-3

決勝
- ドロテア・ダグラス・チェンバース vs.  エリザベス・ライアン　6-2, 6-1

### オールカマーズ決勝
- スザンヌ・ランラン vs.  ドロテア・ダグラス・チェンバース　6-3, 6-0　（ランランが本大会の優勝者になる）

## 決勝戦の結果
男子シングルス
- ビル・チルデン vs.  ジェラルド・パターソン　2-6, 6-3, 6-2, 6-4　［オールカマーズ決勝］

女子シングルス
- スザンヌ・ランラン vs.  ドロテア・ダグラス・チェンバース　6-3, 6-0　［オールカマーズ決勝］

男子ダブルス
- リチャード・ウィリアムズ＆ チャールズ・ガーランド vs.  アルガーノン・キングスコート＆ ジェームズ・パーク　4-6, 6-4, 7-5, 6-2　［チャレンジラウンド決勝］

女子ダブルス
- スザンヌ・ランラン＆ エリザベス・ライアン vs.  ドロテア・ダグラス・チェンバース＆ エセル・トムソン・ラーコム　6-4, 6-0

混合ダブルス
- ジェラルド・パターソン＆ スザンヌ・ランラン vs.  ランドルフ・ライセット＆ エリザベス・ライアン　7-5, 6-3